# Athurmodes spreta
Athurmodes spreta är en fjärilsart som beskrevs av Paul Dognin 1914. Athurmodes spreta ingår i släktet Athurmodes och familjen nattflyn. Inga underarter finns listade i Catalogue of Life.